# 江南路
江南路，北宋的至道十五路之一，治所在江宁府（治所在今江苏省南京市）。辖境相当今江西省全省，江苏省长江以南，镇江、大茅山、长荡湖一线以西和安徽省长江以南部分以及湖北省阳新、通山等县地。天禧四年（1020年）分为江南东路和江南西路：东路治江宁府，辖境相当今安徽、江苏省的镇江、大茅山、长荡湖一线以西的长江以南及江西省鄱阳湖以东地区；西路治洪州（治今江西省南昌市），辖境相当今江西省鄱阳湖、鹰厦铁路线以西全部及湖北省阳新、通山等县地。